# Невський альманах
«Невський альманах» — літературний альманах, що видавався Є. В. Аладьїним в Санкт-Петербурзі в 1825—1833 і 1846—1847 рр. Один з найпопулярніших і найбільш довговічний альманахів, що виходив дев'ять років поспіль.
Анонсуючи вихід першого альманаху на 1825 рік, Аладьїн обіцяв помістити в ньому твори Пушкіна, Жуковського, Крилова. 4 грудня 1824 року цензор О. С. Біруков видав дозвіл на друк, і до масниці альманах побачив світ. Однак ні Крилова, ні Пушкіна в ньому не виявилося, що було відзначено пресою.